# دوقية مكلنبورغ ستريليتس
دوقية مكلنبورغ ستريليتس في شمال ألمانيا، تألفت من الخـُمس الشرقي من منطقة مكلنبورغ التاريخية، وهي تعادل تقريبا مقاطعة مكلنبورغ ستريليتس في الوقت الحاضر (بورغ ستارغارد سابقاً)، ومعتزل الغربي لأسقفية راتسيبورغ السابقة في ولاية شليسفيغ هولشتاين الحديثة. في وقت إنشائه، ودوقية يحدها من أراضي بومرانيا السويدية في الشمال ومرغريفية براندنبورغ في الجنوب.